# Loxofidonia muscicapata
Loxofidonia muscicapata là một loài bướm đêm trong họ Geometridae.